# Maulwurfsmäuse
Die Maulwurfsmäuse (Juscelinomys) sind eine in Südamerika lebende Nagetiergattung aus der Gruppe der Neuweltmäuse mit drei Arten. Die Gattung ist zu Ehren von Juscelino Kubitschek, da bei der von ihm gegründeten Stadt Brasília die ersten Exemplare gefunden wurden.
Diese Tiere sind mit den langen Krallen an den Vorderpfoten vermutlich an eine grabende Lebensweise angepasst. Ihr Fell ist rötlich-braun oder bräunlich gefärbt, der Schwanz ist relativ dick und behaart. Der Schädel ist wuchtig, die Schnauze kurz.
Diese Nagetiere leben im mittleren Brasilien und im östlichen Bolivien. Ihr Lebensraum sind vorwiegend baumbestandene Savannen. Sie bewohnen unterirdische Nester, die mit Gräsern ausgestattet sind und ernähren sich von Pflanzen und Insekten.
Es werden drei lebende Arten unterschieden:
- Juscelinomys candango wurde im Parco Zoobotanico in der Stadt Brasília entdeckt und dürfte das mittlere Brasilien bewohnen.
- Juscelinomys guaporensis ist nur durch ein Exemplar bekannt, das im Nationalpark Noel Kempff Mercado in Ostbolivien gefunden und 1999 erstbeschrieben wurde. Es ist die kleinste der drei Arten.
- Juscelinomys huanchacae ist ebenfalls nur durch ein Exemplar aus dem Nationalpark Noel Kempff Mercado bekannt. Die Art ist die größte der drei.

Eine weitere Art, Juscelinomys talpinus, ist nur durch fossile Überreste aus dem brasilianischen Staat Minas Gerais bekannt. Es ist denkbar, dass die Art noch lebt, nur noch nicht entdeckt wurde.